# Edward De Geest
Edward De Geest (Lochristi, 29 september 1950) is een Belgische organist die organist-titularis van de Sint-Baafskathedraal te Gent was tot 15 januari 2020.

## Opleiding
Hij genoot – na de oude humaniora – een uitgebreide muzikale opleiding voor algemene muzikale vorming, geschreven en praktische harmonie, muzikale analyse en vormleer, muziekgeschiedenis, gregoriaans, contrapunt, fuga, orgel en improvisatie aan het Koninklijk Vlaams Conservatorium te Antwerpen en het Koninklijk Conservatorium te Gent. Zijn studies werden er bekroond met een eerste prijs voor fuga en het hoger diploma voor orgel met grote onderscheiding en aantekening voor orgelimprovisatie. Hij was leerling in de orgelklas van prof. Stanislas Deriemaeker, ere-organist van de Antwerpse kathedraal, en kreeg nadien privé-onderricht van prof. Gabriël Verschraegen, toenmalig organist van de Gentse kathedraal.

## Werkzaamheden
Nadien onderscheidde hij zich tijdens diverse orgelwedstrijden en trad hij op in vele belangrijke muziekcentra in zestien Europese landen, de USA en in de voormalige USSR. Daarbij gaf hij tot op heden méér dan 500 concerten en recitals.
Van 1974 tot 1990 was hij als leraar harmonieleer en orgel verbonden aan meerdere academies en als lesgever orgel aan het Gentse conservatorium. In 1990 volgde zijn aanstelling tot directeur van de Academie voor Muziek en Woord van Eeklo, waar hij in 2003 de cultuurprijs ontving voor zijn promotie van de orgelkunst, en dit zowel nationaal als internationaal.
Op 1 oktober 1994 werd hij benoemd tot organist-titularis van de Sint-Baafskathedraal te Gent. Vanuit deze kathedraal met haar Klaisorgel in de bovenkerk en het Collonorgel in de crypte, werkt hij actief mee aan de bloei van de Vlaamse orgelkunst, enerzijds als liturgisch organist tijdens diverse vieringenen pontificale diensten, anderzijds als concert organist en stuwende kracht voor de talrijke orgelrecitals van het Gents Orgelcentrum waarbij ook binnen- en buitenlandse gastorganisten optreden. Hij is tevens artistiek leider van de historische orgelconcerten te Watervliet.

## Opnamen
Edward De Geest realiseerde nationale en internationale radio- en tv-opnames (klara, rtbf, Radio Rias Berlin, Televizione Catalonia Espagnole) en zijn discografie vermeldt cd’s met werk van Bach en orgelcomposities uit de zeventiende tot de twintigste eeuw, gespeeld op de Gentse orgels: Sint-Baafs, Sint-Jacobs, Sint-Anna en het orgel in Watervliet.
Hij is lid van de Diocesane Commissie voor het Kunstpatrimonium van het Bisdom Gent en geeft geregeld advies voor het herstel, de ombouw of nieuwbouw van kerkorgels.

## Eretekens
- Officier in de Kroonorde bij KB van 8 januari 2016
- Penning van het Bisdom Gent
- Diplôme de Médaille de Vermeil de la Société Académique Française Arts-Sciences-Lettres,  4 mei 2003.